# Uropoda crozetensis
Uropoda crozetensis es una especie de arácnido del orden Mesostigmata de la familia Uropodidae.

## Distribución geográfica
Se encuentra en la Antártida.